# Bruce Trigger
Bruce Graham Trigger, OC, OQ, FRSC (* 18. Juni 1937 in Preston; † 1. Dezember 2006) war ein kanadischer Anthropologe und Archäologe. 
Bruce Trigger studierte an der Yale University. Hier promovierte er 1964 und beschäftigte sich zunächst mit der altnubischen Kultur. Nachdem er ein Jahr an der Northwestern University lehrte, ging er an das Anthropologische Institut der McGill University in Montréal. Hier wurde er durch seine zweibändige Studie zu den Huronen, The Children of Aataentsic (1976) bekannt. In Anerkennung dieser Arbeit wurde er sogar Ehrenmitglied der Huron-Wendat Nation.
Internationale Bekanntheit erlangte er durch sein Buch A History of Archaeological Thought (1989), in dem er sich mit der Theorie und den Grundlagen der Archäologie beschäftigte. Mit seinem letzten Buch Understanding Early Civilizations: A Comparative Study (2003) zeigte er sich als bedeutender Vergleichender Archäologe. Hier stellte er Unterschiede und Gemeinsamkeiten vorzeitlicher und altertümlicher Kulturen wie denen Altägyptens, Mesopotamiens, Lateinamerikas oder des präkolonialen Afrikas dar.
Trigger wurde vielfach geehrt und ausgezeichnet. 2003 widmete die Society for American Archaeology eine Veranstaltung der Arbeit Triggers. 2001 wurde er Officer des Ordre national du Québec, zwei Jahre später des Order of Canada. Er war Mitglied der Royal Society of Canada und wurde dort 1985 mit der Innis-Gérin Medaille ausgezeichnet. 1991 bekam er den Prix Léon-Gérin.

## Schriften
- History and Settlement in Lower Nubia. New Haven: Yale University Publications in Anthropology, 1965.
- The Late Nubian Settlement at Arminna West. New Haven: Publications of the Pennsylvania-Yale Expedition to Egypt, 1965.
- Beyond History: The Methods of Prehistory. New York: Holt, Rinehart and Winston, 1968.
- The Huron: Farmers of the North. New York: Holt, Rinehart and Winston, 1969, revised edition, 1990.
- The Impact of Europeans on Huronia. Toronto: The Copp Clark Publishing Company, 1969.
- The Meroitic Funerary Inscriptions from Arminna West. New Haven: Publications of the Pennsylvania-Yale Expedition to Egypt, 1970.
- (with J.F. Pendergast) Cartier’s Hochelaga and the Dawson Site. Montreal: McGill-Queen’s University Press, 1972.
- The Children of Aataentsic: A History of the Huron People to 1660. Montreal: McGill-Queen’s University Press, 1976.
- Nubia Under the Pharaohs. (Ancient Peoples and Places) London: Thames and Hudson, 1976.
- Time and Traditions: Essays in Archaeological Interpretation. Edinburgh: Edinburgh University Press, 1978 (U.S. edition New York: Columbia University Press).
- Handbook of North American Indians, Vol. 15. Northeast, Washington: Smithsonian Institution, 1978.
- Gordon Childe: Revolutions in Archaeology. London: Thames and Hudson, 1980.
- (with B.J. Kemp, D. O’Connor, and A.B. Lloyd) Ancient Egypt: A Social History. Cambridge: Cambridge University Press, 1983.
- Natives and Newcomers: Canada’s "Heroic Age" Revisited. Montreal: McGill-Queen’s University Press, 1985.
- A History of Archaeological Thought. Cambridge: Cambridge University Press, 1989.
- Early Civilizations: Ancient Egypt in Context. New York: Columbia, 1993.
- The Cambridge History of the Native Peoples of the Americas [vol. I]. New York: Cambridge University Press, 1996.
- Sociocultural Evolution: Calculation and Contingency. Oxford: Blackwell, 1998.
- Artifacts and Ideas: Essays in Archaeology. New Brunswick, NJ: Transaction Publishers, 2003.
- Understanding Early Civilizations: A Comparative Study. New York: Cambridge University Press, 2003.